# قائمة حكام صقلية
هذه القائمة على كونتات وملوك صقلية منذ عام 1071 حتى توحيد ملكتين صقلية ونابولي في عام 1816.
إذا كنت تريد ملكات وكونتسيات صقلية القرينة، أنظر هنا.

## أمراء صقلية
هي إمارة إسلامية حكمها المسلمين بحيث كانت مقاطعة تابعة لـالأغالبة، ومن ثم الفاطميين التي تعتبر مسقط رأس جوهر الصقلي أشهر قائد فاطمي، ومن ثم تأسست إمارة بني كلاب في 948:-

### الأمراء
- 948 - 952: الحسن بن علي الكلبي
- 952 - 969: أحمد بن الحسن المعزي.
- 969 - 982: أبو القاسم علي بن الحسن الكلبي
- 982 - 983: جابر بن علي
- 983 - 986: جعفر بن محمد الكلبي
- 986: عبد الله بن محمد الكلبي
- 986 - 998: يوسف الكلبي
- 998 - 1019: جعفر الكلبي الثاني
- 1017 - 1037: أحمد الثاني الأكحل
- 1035 - 1040: عبد الله أبو حفص (غاصب، انتصر وقتل أحمد الثاني في 1037)
- 1040 - 1044: حسان السمسم (توفي في 1053)

### مرحلة الطوائف
- قطانية (1053-؟): ابن المقلاطي (هزم من قبل ابن الثمنة)
- سرقوسة ثم معها قطانية (1053-1062): محمد بن إبراهيم (اشتهر ابن الثمنة)
- جرجنت وإنا (1053-1065): علي ابن نيمة (اشتهر ابن الحواس)
- طرابنش ومازر (1053-1071): عبد الله بن منقوط
- أيوب بن تميم (زيريون)، وحد كل الطوائف بين 1065 و1068.
- باليرمو كانت جمهورية بين 1068 و1071.
- جرجنت وإنا (1065-1087): حمود
- سرقوسة وقطانية (1071-1086): ابن عباد
- نوتو وبوتيرا (1086-1091): لجأ إليهما من بقي من المسلمين قبل أن يسقطا نهائيا ومعهما حكم المسلمين في صقلية.

## كونت صقلية
منحت صقلية في انتظار استعادة المسيحيين لها إلى روبرت جيسكارد كـ«دوق» في 1059 من قبل البابا نيقولا الثاني. منح جيسكارد الجزيرة لشقيقه روجر ككونتية.
| الكونت                 | صورة شخصية  | تاريخ الولادة                                           | الزيجات                                                                                   | تاريخ الوفاة                   |
| ---------------------- | ----------- | ------------------------------------------------------- | ----------------------------------------------------------------------------------------- | ------------------------------ |
| سلالة هوتفيل 1071–1130 |             |                                                         |                                                                                           |                                |
| روجر الأول 1071–1101   | روجر الأول  | 1031 ابن تانكريد هوتفيل وفريديسيندا                     | جوديث إيفرو 1061 4 أبناء إريمبورغا مورتين 1077 8 أبناء أديلايد ديل فاستو 1087 4 أبناء     | 1101 ميليتو بعمر 70            |
| سيمون 1101–1105        | هوتفيل      | 1093 ابن روجر الأول وأديلايد ديل فاستو                  | لم يتزوج                                                                                  | 1105 ميليتو بعمر 12            |
| روجر الثاني 1105–1130  | روجر الثاني | 22 ديسمبر 1095 ميليتو ابن روجر الأول وأديلايد ديل فاستو | إلبيرة من قشتالة 1117 6 أبناء سيبيلا من بورغندي 1149 ابنان بياتريس من ريثيل 1151 ابن وحيد | 26 فبراير 1154 باليرمو بعمر 58 |

## ملوك صقلية
تلقى روجر الثاني تنصيباً ملكياً من البابا المزيف أناكليتوس الثاني في 1130 والاعتراف من البابا إنوسنت الثاني في 1139. ضمت صقلية حينها الجزيرة والثلث الجنوبي من شبه الجزيرة الإيطالية وتوسعت بسرعة لتشمل مالطا والمهدية وإن كانت الأخيرة لفترة وجيزة فقط.

### سلالة هوتفيل
| الملك                               | صورة شخصية    | تاريخ الولادة                                           | الزيجات                                                                                   | تاريخ الوفاة                   |
| ----------------------------------- | ------------- | ------------------------------------------------------- | ----------------------------------------------------------------------------------------- | ------------------------------ |
| سلالة هوتفيل 1130–1198              |               |                                                         |                                                                                           |                                |
| روجر الثاني 1105–1130               | روجر الثاني   | 22 ديسمبر 1095 ميليتو ابن روجر الأول وأديلايد ديل فاستو | إلبيرة من قشتالة 1117 6 أبناء سيبيلا من بورغندي 1149 ابنان بياتريس من ريثيل 1151 ابن وحيد | 26 فبراير 1154 باليرمو بعمر 58 |
| ويليام الأول السيء 1154–1166        | ويليام الأول  | 1131 ابن روجر الثاني وإلبيرة من قشتالة                  | مارغريت من نافارا 4 أبناء                                                                 | 7 مايو 1166 باليرمو بعمر 35    |
| ويليام الثاني الجيد 1166–1189       | ويليام الثاني | 1155 ابن ويليام الأول ومارغريت من نافارا                | جوان من انكلترا فبراير 1177 ابن وحيد                                                      | 11 نوفمبر 1189 باليرمو بعمر 34 |
| تانكريد الأول 1189–1194 (حكم مشترك) | تانكريد       | 1138 ابن غير شرعي لروجر الثالث دوق بوليا                | سيبيلا من أتشيرا 6 أبناء                                                                  | 20 فبراير 1194 باليرمو بعمر 56 |
| روجر الثالث 1193 (حكم مشترك)        | هوتفيل        | 1175 ابن تانكريد الأول وسيبيلا من أتشيرا                | إيرين أنجلينا من القسطنطينية لا أبناء                                                     | 24 ديسمبر 1193 بعمر 18         |
| ويليام الثالث 1194                  | ويليام الثالث | 1190 ابن تانكريد الأول وسيبيلا من أتشيرا                | لم يتزوج                                                                                  | 1198 بعمر 8                    |
| كونستانس 1194–1198                  | كونستانس      | 2 نوفمبر 1154 ابنة روجر الثاني وبياتريس من ريثيل        | هنري السادس الإمبراطور الروماني المقدس 1184 ابن وحيد                                      | 27 نوفمبر 1198 باليرمو بعمر 44 |

تزوجت كونستانس من هنري السادس الإمبراطور الروماني المقدس وحاول الحصول على العرش منذ وفاة ويليام الثاني، إلا أنه نجح فقط في تبديل السلالة الحاكمة في 1194.

### سلالة هوهنشتاوفن
| الملك                               | صورة شخصية    | تاريخ الولادة                                                     | الزيجات | تاريخ الوفاة                                           |
| ----------------------------------- | ------------- | ----------------------------------------------------------------- | --- | ------------------------------------------------------ |
| سلالة هوهنشتاوفن 1194–1266          |               |                                                                   | |                                                        |
| هنري الأول 1194–1197                | هنري الأول    | نوفمبر 1165 نيميغن ابن فريدريك الأول بربروسا وبياتريس الأولى      | كونستانس 1184 ابن وحيد | 28 سبتمبر 1197 ميسينا بعمر 32                          |
| فريدريك الأول 1198–1250 (حكم مشترك) | فريدريك الأول | 26 ديسمبر 1194 ييزي ابن هنري الأول وكونستانس                      | كونستانس من أراغون 15 أغسطس 1209 ابن وحيد إيزابيلا الثانية من القدس 9 نوفمبر 1225 ابنان إيزابيلا من انكلترا 15 يوليو 1235 4 أبناء | 13 ديسمبر 1250 توريمادجوري بعمر 55                     |
| هنري الثاني 1212–1217 (حكم مشترك)   | هنري الثاني   | 1211 صقلية ابن فريدريك الأول وكونستانس من أراغون                  | مارغريت من النمسا 29 نوفمبر 1225 ابنان                                                                                            | 12 فبراير 1242 مارتيرانو بعمر 30                       |
| كونراد الأول 1250–1254              | كونراد الأول  | 25 أبريل 1228 أندريا ابن فريدريك الأول وإيزابيلا الثانية من القدس | إليزابيث من بافاريا 1 سبتمبر 1246 ابن وحيد                                                                                        | 21 مايو 1254 لافيلو بعمر 26                            |
| كونراد الثاني الأصغر 1254–1268      | كونراد الثاني | 25 مارس 1252 فولفشتاين ابن كونراد الأول وإليزابيث من بافاريا      | لم يتزوج | 29 أكتوبر 1268 نابولي بعمر 16 (أعدم)                   |
| مانفريد 1258–1266                   | مانفريد       | 1232 ابن غير شرعي لفريدريك الأول                                  | بياتريس من سافوي 21 أبريل 1247 ابن وحيد هيلينا أنجلينا دوكاينا 9 نوفمبر 1255 5 أبناء                                              | 26 فبراير 1266 معركة بينيفنتو بعمر 34 (قتل في المعركة) |

كان مانفريد وصي على عرش صقلية عن ابن أخيه الطفل كونراد الثاني («كونرادين»)، ولكنه استولى على العرش في 1258، واستمر في الكفاح من أجل الحفاظ على المملكة في إطار هوهنشتاوفن. أعلن البابا في 1254 أن المملكة ملك للبابوية، وعرض العرش على ابن هنري الثالث ملك إنجلترا إدموند الأحدب، لكن الإنجليز لم ينجحوا قط في ضم المملكة. في 1262 عكس البابا قراره السابق ومنح المملكة إلى أخ ملك فرنسا شارل أنجو، الذي نجح في نزع مانفريد في 1266. واصل كونرادين مطالبته بالعرش حتى قطع شارل رأسه في 1268.

### سلالة بلانتاجينيه
| الملك                       | صورة شخصية | تاريخ الولادة                                                 | الزيجات                                                                      | تاريخ الوفاة               |
| --------------------------- | ---------- | ------------------------------------------------------------- | ---------------------------------------------------------------------------- | -------------------------- |
| سلالة بلانتاجينيه 1254–1263 |            |                                                               |                                                                              |                            |
| إدموند 1254–1263            | إدموند     | 16 يناير 1245 ابن هنري الثالث ملك إنجلترا وإليانور من بروفانس | أفيلين دو فور 8 أبريل 1269 ممكن ابن وحيد بلانش من أرتوا 3 فبراير1276 4 أبناء | 5 يونيو 1296 بايون بعمر 51 |

مطالبة ادموند بصقلية كانت غير فعالة رغم أنه ووالده أخذاها على محمل الجد.

### سلالة أنجو
| الملك                 | صورة شخصية  | تاريخ الولادة                                  | الزيجات                                                                             | تاريخ الوفاة               |
| --------------------- | ----------- | ---------------------------------------------- | ----------------------------------------------------------------------------------- | -------------------------- |
| سلالة أنجو 1266–1282  |             |                                                |                                                                                     |                            |
| كارلو الأول 1266–1282 | كارلو الأول | 21 مارس 1226 ابن لويس الثامن وبلانكا من قشتالة | بياتريس من بروفانس 31 يناير 1246 7 أبناء مارغريت من بورغندي 18 نوفمبر 1268 ابن وحيد | 7 يناير 1285 فودجا بعمر 58 |

غزا بيتر الثالث من أراغون (صهر مانفريد) من سلالة برشلونة جزيرة صقلية في 1282 وأعلن نفسه ملكاً على صقلية. هكذا تركزت مملكة صقلية القديمة في البر الرئيسي وعاصمتها نابولي، وعلى الرغم من أنها سميت مملكة نابولي إلا أن اسمها الرسمي بقي «مملكة صقلية». وبالتالي كان هناك «صقليتان» المملكة الجزيرة ومع ذلك غالباً ما سميت «صقلية ما بعد المنارة» أو «تريناكريا» وذلك بمعاهدة بين الدولتين.

### آل برشلونة
| الملك                                      | صورة شخصية   | تاريخ الولادة                                                    | الزيجات | تاريخ الوفاة                               |
| ------------------------------------------ | ------------ | ---------------------------------------------------------------- | --- | ------------------------------------------ |
| آل برشلونة 1282–1409                       |              |                                                                  | |                                            |
| بيدرو الأول العظيم 1282–1285               | بيدرو الأول  | 1240 فالنسيا ابن خايمي الأول ويولاندا من المجر                   | كونستانس من صقلية 13 يونيو 1262 6 أبناء | 2 نوفمبر1285 فيلافرانكا ديل بينيدس بعمر 45 |
| خايمي الأول العادل 1285–1296               | خايمي        | 10 أغسطس 1267 فالنسيا ابن بيدرو الأول العظيم وكونستانس من صقلية  | إيزابيلا من قشتالة 1 ديسمبر 1291 لا أبناء بلانش من أنجو 29 أكتوبر 1295 10 أبناء ماري دو لوزنيان 15 يونيو 1315 لا أبناء إليسيندا دي مونكادا 25 ديسمبر 1322 لا أبناء | 5 نوفمبر 1327 برشلونة بعمر 60              |
| فريدريكو الثاني 1296–1336                  | فريدريكو     | 13 ديسمبر 1272 برشلونة ابن بيدرو الأول العظيم وكونستانس من صقلية | إليانور من أنجو 17 مايو 1302 9 أبناء | 25 يونيو 1337 باليرمو بعمر 65              |
| بييترو الثاني 1337–1342                    | أراغون       | يوليو 1305 ابن فريدريكو الثاني وإليانور من أنجو                  | إليزابيث من كارينثيا 23 أبريل 1322 9 أبناء | 15 أغسطس 1342 كالاسيبيتا بعمر 37           |
| لودفيكو الأول 1342–1355                    | أراغون       | 1337 كاتانيا ابن بييترو الثاني وإليزابيث من كارينثيا             | لم يتزوج | 16 أكتوبر 1355 أتشي كاستيلو بعمر 18        |
| فريدريكو الثالث البسيط 1355–1377           | أراغون       | 1 سبتمبر 1341 كاتانيا ابن بييترو الثاني وإليزابيث من كارينثيا    | كونستانس من أراغون 11 أبريل 1361 ابن وحيد أنطونيا من بالزو 17 يناير1372 لا أبناء                                                                                   | 27 يناير 1377 ميسينا بعمر 36               |
| ماريا الأولى 1377–1401 (حكم مشترك)         | ماريا        | 1367 كاتانيا ابنة فريدريكو الثالث وكونستانس من أراغون            | مارتينو الأول 1390 ابن وحيد | 25 مايو 1402 لنتيني بعمر 35                |
| مارتينو الأول الأصغر 1395–1409 (حكم مشترك) | أراغون       | 1374 ابن مارتن الثاني وماريا من لونا                             | ماريا الأولى 1390 ابن وحيد بلانكا من نافارا 1402 أبن وحيد | 25 يوليو 1409 كالياري بعمر 35              |
| مارتن الثاني الأكبر 1409–1410              | مارتن الثاني | 1356 جيرونا ابن بيدرو الرابع ملك أراغون وإليانور من صقلية        | ماريا من لونا 13 يونيو 1372 4 أبناء مارغريت من براديس 1409 لا أبناء                                                                                                | 31 مايو 1410 برشلونة بعمر 54               |

توفي مارتينو الأول الأصغر من دون وريث ليرثه والده ويوحد البلاد مع عرش أراغون، تم تمرير العرش إلى آل تراستامار، بعد وفاة مارتن الثاني.

### آل تراستامارا
| الملك                               | صورة شخصية     | تاريخ الولادة                                                                | الزيجات                                                                   | تاريخ الوفاة                      |
| ----------------------------------- | -------------- | ---------------------------------------------------------------------------- | ------------------------------------------------------------------------- | --------------------------------- |
| ملوك أراغون 1409–1516               |                |                                                                              |                                                                           |                                   |
| فرناندو الأول الصادق 1412–1416      | فرناندو الأول  | 27 نوفمبر 1380 ميدينا ديل كامبو ابن خوان الأول ملك قشتالة وإليانور من أراغون | إليانور من ألبوركويركي 1394 8 أبناء                                       | 2 أبريل 1416 إيغوالادا بعمر 36    |
| ألفونسو الأول الشهم 1416–1458       | ألفونسو        | 1396 ميدينا ديل كامبو ابن فرناندو الأول وإليانور من ألبوركويركي              | ماريا من قشتالة 1415 لا أبناء                                             | 27 يونيو 1458 نابولي بعمر 52      |
| خوان الأول العظيم 1458–1479         | خوان الثاني    | 29 يونيو 1397 ميدينا ديل كامبو ابن فرناندو الأول وإليانور من ألبوركويركي     | بلانكا الأولى ملكة نافارا 6 نوفمبر 1419 4 أبناء خوانا إنريكس ابنان        | 20 يناير 1479 برشلونة بعمر 81     |
| فرناندو الثاني الكاثوليكي 1479–1516 | فرناندو الثاني | 10 مارس 1452 ابن خوان الثاني ملك أراغون وخوانا إنريكس                        | الملكة إيزابيلا الأولى 19 أكتوبر 1469 5 أبناء جيرمين من فوا 1505 أبن واحد | 23 يناير 1516 مادريغاليخو بعمر 54 |
| خوانا المجنونة 1516–1555            | خوانا          | 6 نوفمبر 1479 ابنة فرناندو الثاني والملكة إيزابيلا الأولى                    | فيليب الرابع من بورغندي 1496 6 أبناء                                      | 12 أبريل 1555 توردسيلاس بعمر 75   |

### آل هابسبورغ
| الملك                   | صورة شخصية    | تاريخ الولادة                                                          | الزيجات | تاريخ الوفاة                          |
| ----------------------- | ------------- | ---------------------------------------------------------------------- | --- | ------------------------------------- |
| ملوك إسبانيا 1516–1713  |               |                                                                        | |                                       |
| كارلوس الثاني 1516–1554 | كارلوس الثاني | 24 فبراير 1500 خنت ابن فيليب الأول ملك قشتالة وخوانا الأولى            | إيزابيلا من البرتغال 10 مارس 1526 3 أبناء | 21 سبتمبر 1558 كواكوس دي يستي بعمر 58 |
| فيليب الأول 1554–1598   | فيليب الأول   | 21 مايو 1527 فايادوليذ ابن كارلوس الثاني وإيزابيلا من البرتغال         | ماريا من البرتغال 1543 ابن وحيد ماري الأولى ملكة إنجلترا 1554 لا أبناء إليزابيث من فالوا 1559 ابنان آنا النمساوية ملكة إسبانيا 4 مايو 1570 5 أبناء | 13 سبتمبر 1598 مدريد بعمر 71          |
| فيليب الثاني 1598–1621  | فيليب الثاني  | 14 أبريل 1578 مدريد ابن فيليب الأول وآنا النمساوية ملكة إسبانيا        | مارغريت من النمسا 18 أبريل 1599 5 أبناء | 31 مارس 1621 مدريد بعمر 42            |
| فيليب الثالث 1621–1665  | فيليب الثالث  | 8 أبريل 1605 فايادوليذ ابن فيليب الثاني ومارغريت من النمسا             | إليزابيث دي بوربون 1615 7 أبناء ماريانا من النمسا 1649 5 أبناء                                                                                     | 17 سبتمبر 1665 مدريد بعمر 60          |
| كارلوس الثالث 1665–1700 | كارلوس الثالث | 6 نوفمبر 1661 مدريد ابن فيليب الثالث وماريانا من النمسا                | ماريا لويزا من أورليان 19 نوفمبر 1679 لا أبناء ماريا آنا من نويبورغ 14 مايو 1690 لا أبناء                                                          | 1 نوفمبر 1700 مدريد بعمر 38           |
| آل بوربون 1713-1700     |               |                                                                        | |                                       |
| فيليب الرابع 1700–1713  | فيليب الرابع  | 19 ديسمبر1683 فرساي ابن لويس، دوفين فرنسا الأكبر وماريا آنا من بافاريا | ماريا لويزا من سافوي 2 نوفمبر 1701 4 أبناء إليزابيث من بارما 24 ديسمبر 1714 7 أبناء                                                                | 9 يوليو 1746 مدريد بعمر 62            |

مع نهاية حرب الخلافة الإسبانية وفقاً لمعاهدة أوترخت، سلمت صقلية لدوق سافوا.

### سلالة سافوي
| الملك                    | صورة شخصية     | تاريخ الولادة                                                               | الزيجات                                  | تاريخ الوفاة                      |
| ------------------------ | -------------- | --------------------------------------------------------------------------- | ---------------------------------------- | --------------------------------- |
| سلالة سافوي 1713–1720    |                |                                                                             |                                          |                                   |
| فيتوريو أميديو 1713–1720 | فيتوريو أميديو | 14 مايو 1666 تورينو ابن كارلو إيمانويلي الثاني دوق سافوي وماري جان من سافوي | آن ماري من أورليان 10 أبريل 1684 6 أبناء | 31 أكتوبر 1732 مونكالييري بعمر 66 |

غزت إسبانيا المملكة في 1718 خلال حرب التحالف الرباعي. تنازل دوق سافوا عنها إلى النمسا في 1720 في معاهدة لاهاي.

### الحكم النمساوي المباشر
| الملك                 | صورة شخصية  | تاريخ الولادة                                                      | الزيجات                                           | تاريخ الوفاة                 |
| --------------------- | ----------- | ------------------------------------------------------------------ | ------------------------------------------------- | ---------------------------- |
| ملوك النمسا 1720–1735 |             |                                                                    |                                                   |                              |
| كارل الرابع 1720–1735 | شاري الرابع | 1 أكتوبر1685 فيينا ابن ليوبولد الأول وإليانور ماغدالينا من نيوبورغ | إليزابيث كريستين من بورنزويك 1 أغسطس 1708 4 أبناء | 20 أكتوبر 1740 فيينا بعمر 55 |

غزاها الأسبان أثناء حرب الخلافة البولندية، وجرى التنازل عنها وعن نابولي لابن ملك إسبانيا.

### سلالة البوربون
| الملك                      | صورة شخصية       | تاريخ الولادة                                                    | الزيجات                                                                                          | تاريخ الوفاة                 |
| -------------------------- | ---------------- | ---------------------------------------------------------------- | ------------------------------------------------------------------------------------------------ | ---------------------------- |
| سلالة بوربون 1735–1816     |                  |                                                                  |                                                                                                  |                              |
| كارلوس الخامس 1735–1759    | كارلوس الخامس    | 20 يناير 1716 مدريد ابن فيليب الرابع وإليزابيث من بارما          | ماريا أماليا من ساكسونيا 1738 13 ابناً                                                            | 14 ديسمبر 1788 مدريد بعمر 72 |
| فرديناندو الثالث 1759–1816 | فيرديناند الثالث | 12 يناير 1751 نابولي ابن كارلوس الخامس وماريا أماليا من ساكسونيا | ماريا كارولينا من النمسا 12 مايو 1768 17 ابناً لوتشا ميلياتشو من فلوريديا 27 نوفمبر 1814 لا أبناء | 4 يناير 1825 نابولي بعمر 73  |

في 1816 تم دمج مملكة نابولي ومملكة صقلية في مملكة الصقليتين الجديدة.